# Head Above Water (Album)
Head Above Water ist das sechste Studioalbum der kanadischen Sängerin Avril Lavigne, das am 15. Februar 2019 weltweit veröffentlicht wurde.

## Geschichte
Am 25. Dezember 2016 gab Lavigne bekannt, dass sie 2017 ein neues Album veröffentlichen werde.
Im Februar 2017 gab sie bekannt, dass sie einen Vertrag mit BMG Rights Management unterschrieben hatte und versprach das Album für 2017.
Am 7. Februar 2018 schrieb Avril Lavigne auf Twitter: „Ich habe angefangen, mein Album zu mischen, und alle Stücke kommen endlich zusammen. Diese Songs liegen mir so am Herzen. Wünsch mir Glück, während ich jeden letzten Tropfen von mir in diese letzte Etappen hineinwerfe. Zeit ist Macht. Und ich brauchte diese Zeit. Um zu leben. Um zu schreiben. Um meine Höhen und Tiefen durchzugehen.“
Die Lead-Single des Albums, Head Above Water, wurde am 21. September 2018 veröffentlicht. Am 27. September 2018 wurde das Musikvideo zu diesem Lied auf Lavignes YouTube-Kanal herausgebracht. In den Vereinigten Staaten erreichte das Lied Platz 2 der Billboard-Charts für christliche Songs (Billboard Hot Christian Songs) und Platz 64 der Billboard Hot 100.
Im Dezember wurde eine weitere Single des Albums, Tell Me It’s Over, veröffentlicht.
Die dritte Single, Dumb Blonde (featuring Nicki Minaj), wurde im Februar 2019 veröffentlicht und stieg auf Platz 92 der kanadische Charts.
Die vierte und letzte Single aus dem Album, I Fell in Love with the Devil, wurde im Juni 2019 veröffentlicht.

## Titelliste
| Nr.          | Titel                           | Autor(en)                                                       | Länge |
| ------------ | ------------------------------- | --------------------------------------------------------------- | ----- |
| 1.           | Head Above Water                | Avril Lavigne, Travis Clark, Stephan Moccio                     | 3:40  |
| 2.           | Birdie                          | Lavigne, J. R. Rotem                                            | 3:35  |
| 3.           | I Fell in Love with the Devil   | Lavigne                                                         | 4:15  |
| 4.           | Tell Me It’s Over               | Lavigne, Melissa Bel, Ryan Cabrera, Justin Gray, Johan Carlsson | 3:09  |
| 5.           | Dumb Blonde (feat. Nicki Minaj) | Lavigne. Mitch Allan, Bonnie McKee, Onika Maraj                 | 3:34  |
| 6.           | It Was in Me                    | Lavigne, Lauren Christy, Carlsson                               | 3:43  |
| 7.           | Souvenir                        | Lavigne, Christy                                                | 2:57  |
| 8.           | Crush                           | Lavigne, Zane Carney, Carlsson                                  | 3:33  |
| 9.           | Goddess                         | Lavigne. Carlsson, Ross Golan                                   | 3:41  |
| 10.          | Bigger Wow                      | Lavigne, Christy, Levine                                        | 2:55  |
| 11.          | Love Me Insane                  | Lavigne, Christy                                                | 3:00  |
| 12.          | Warrior                         | Lavigne, Clark, Kroeger                                         | 3:45  |
| Gesamtlänge: | Gesamtlänge:                    | Gesamtlänge:                                                    | 41:47 |

| Nr. | Titel       | Autor(en)             | Länge |
| --- | ----------- | --------------------- | ----- |
| 5.  | Dumb Blonde | Lavigne, Allan, McKee | 3:09  |

| Nr. | Titel                                                  | Länge |
| --- | ------------------------------------------------------ | ----- |
| 13. | Head Above Water (feat. Travis Clark von We the Kings) | 3:40  |